# 音河达斡尔鄂温克民族乡
音河达斡尔鄂温克民族乡是中华人民共和国内蒙古自治区呼伦贝尔市阿荣旗下辖的一个民族乡。

## 行政区划
音河达斡尔鄂温克民族乡下辖以下村级行政区划单位：
富吉村、和平村、五龙泉村、车辋沟村、音河村、新立村、新建村和维古奇村。